# Space Telescope Science Institute
Das Space Telescope Science Institute (STScI) ist ein von der NASA gegründetes Institut, das unter anderem das Management und die Koordinierung der Forschungsprojekte des Hubble-Weltraumteleskops und die Projektplanung des James Webb Space Telescope erledigt. Das Institut soll dann auch das künftige Nancy Grace Roman Space Telescope betreuen. Das Institut ist am Homewood-Campus der Johns Hopkins University in Baltimore im US-Bundesstaat Maryland beheimatet. 
Unter den mit JWST beschäftigten Wissenschaftlern befinden sich gemäß den Vereinbarungen nicht nur US-amerikanische Wissenschaftler, sondern auch anteilig Wissenschaftler, die von der ESA und der CSA bestimmt werden.